# Brandier
Brandier – wieś w Anglii, w hrabstwie Wiltshire. Leży 61 km na północ od miasta Salisbury i 128 km na zachód od Londynu.